# Chelostoma proximum
Chelostoma proximum är en biart som beskrevs av August Schletterer 1889. Chelostoma proximum ingår i släktet blomsovarbin, och familjen buksamlarbin. Inga underarter finns listade i Catalogue of Life.